# چرچ هیل (مریلند)
چرچ هیل (به انگلیسی: Church Hill) شهری در ایالت مریلند کشور ایالات متحده آمریکا است که جمعیت آن در سرشماری سال ۲۰۱۰ میلادی، ۷۴۵ نفر بوده‌است.